# Хамос
Хамос, Кемош (івр. כמוש Камош (kemoš); грец. Χαμώς) - західносемітське божество війни, чий культ був розповсюдженний на території Моав. Головний бог народу моавитян (відомого як «народ Хамоса»), який неодноразово згадується в Біблії. Культ процвітав у залізну добу у Трансйорданії. Відповідно до Суд 11:24 він шанувався також амонітянами. В елліністичний та римський періоди його асоціювали з грецьким богом Аресом.
Більшість інформації про бога походить зі стели Меша (де він присутній на чолі війська), царя Меша з Моави, кінця IX ст. до н. е. Ідея, яка виражена в написі, нагадує релігійні погляди ізраїльтян, що містяться в Біблії. Коли Хамос розгнівався на свою землю, – пояснюється в написі, – він здав Моав ізраїльському царю Омрі (батькові Ахава), але пізніше він визволив Моав через руку царя Меші, якого він любив, і Меша приніс у жертву населення ізраїльських міст на честь Хамоса (4Цар 3:27). Культ Хамоса здійснювався на «узвишшях». На стелі Меша згадується бог Астар-Хамос (Ashtar-Chemosh), поєднання імені Хамос з ханаанським богом Астаром. Тексти з Ебла також свідчать про бога Каміса (Kamiš), якого знали та якому поклонялися в північній Сирії, ім'я якого включено до назви міста Каркемиш (Kar-kamiš), але невідомо, чи це той самий бог, що й моавітянcький Хамос.

## Біблія
Насамперед Хамос вважався богом моавітян. Він називається моавітською гидотою, подібно до того, як Молох вважався мерзотою аммонітською (3Цар 11:7). Втім, одноразово Хамос названий божеством амонітян (Суд 11:24).
Соломон побудував на честь Хамоса для своїх дружин моавитянок капище, яке існувало аж до правління Йосії і тільки при цьому царя було зруйновано (4Цар 23:13). Кілька разів Хамос згадується у книзі пророка Єремії.

## Згадка у літературі
Хамос згадується в першій книзі поеми Джона Мільтона "Утрачений рай", при цьому він постає одним з важливих сподвижників Сатани:

За Молохом – Хемос, божок Моаву,
Що од квітучих виноградів Сибми
До Моря Мертвого вздовж узбережжя
На сороміцьких гульбищах витав
І під ім’ям Пеора спокусив
Ізраїльтян, коли ішли з Єгипту.
Ним зваблені, накликали на себе
Біду. Та потяг сластолюбних гульбищ
Їх млоїв знов – бо і в гаях Еннома
Сплітались у задушливих обіймах
Жорстокість Молоха й Хемоса хіть,

Аж Іосія-цар прогнав їх геть. (пер. Олександр Жомнір)